# サッカーマーシャル諸島代表
サッカーマーシャル諸島代表（サッカーマーシャルしょとうだいひょう）はマーシャル諸島のサッカーのナショナルチームの1つである。国際サッカー連盟（FIFA）に加盟していないため、FIFAワールドカップに出場することはできない。
1991年の初試合から2010年までに14試合の国際マッチを経験しているが、勝利は1999年6月27日のクック諸島戦（それも6-5の大接戦だった）のみである。

## 試合結果
| 1.  | 1991年9月12日  | スバ (フィジー)             | フィジー           | 7-1 | マーシャル諸島 |
| 2.  | 1997年3月15日  | レイキャビク (アイスランド) | アイスランド       | 5-0 | マーシャル諸島 |
| 3.  | 1999年6月27日  | クック諸島                  | クック諸島         | 5-6 | マーシャル諸島 |
| 4.  | 2001年11月23日 | パプアニューギニア          | パプアニューギニア | 5-2 | マーシャル諸島 |
| 5.  | 2002年3月2日   | マジュロ(マーシャル諸島)    | マーシャル諸島     | 1-6 | トンガ         |
| 6.  | 2002年7月6日   | マジュロ(マーシャル諸島)    | マーシャル諸島     | 2-4 | 北マリアナ諸島 |
| 7.  | 2002年9月29日  | クック諸島                  | クック諸島         | 1-0 | マーシャル諸島 |
| 8.  | 2002年12月13日 | マジュロ(マーシャル諸島)    | マーシャル諸島     | 0-3 | バヌアツ       |
| 9.  | 2003年6月10日  | マジュロ(マーシャル諸島)    | マーシャル諸島     | 1-6 | マレーシア     |
| 10. | 2004年10月19日 | マレーシア                  | マレーシア         | 5-0 | マーシャル諸島 |
| 11. | 2006年5月5日   | マジュロ(マーシャル諸島)    | マーシャル諸島     | 2-3 | グアム         |
| 12. | 2006年9月22日  | ブータン                    | ブータン           | 2-0 | マーシャル諸島 |
| 13. | 2008年5月27日  | マジュロ(マーシャル諸島)    | マーシャル諸島     | 0-2 | フィリピン     |
| 14. | 2010年3月26日  | インドネシア                | インドネシア       | 5-0 | マーシャル諸島 |